# Macronus ptilosus
El timalí piloso (Macronus ptilosus) es una especie de ave paseriforme de la familia Timaliidae propia del sudeste asiático. 

## Descripción

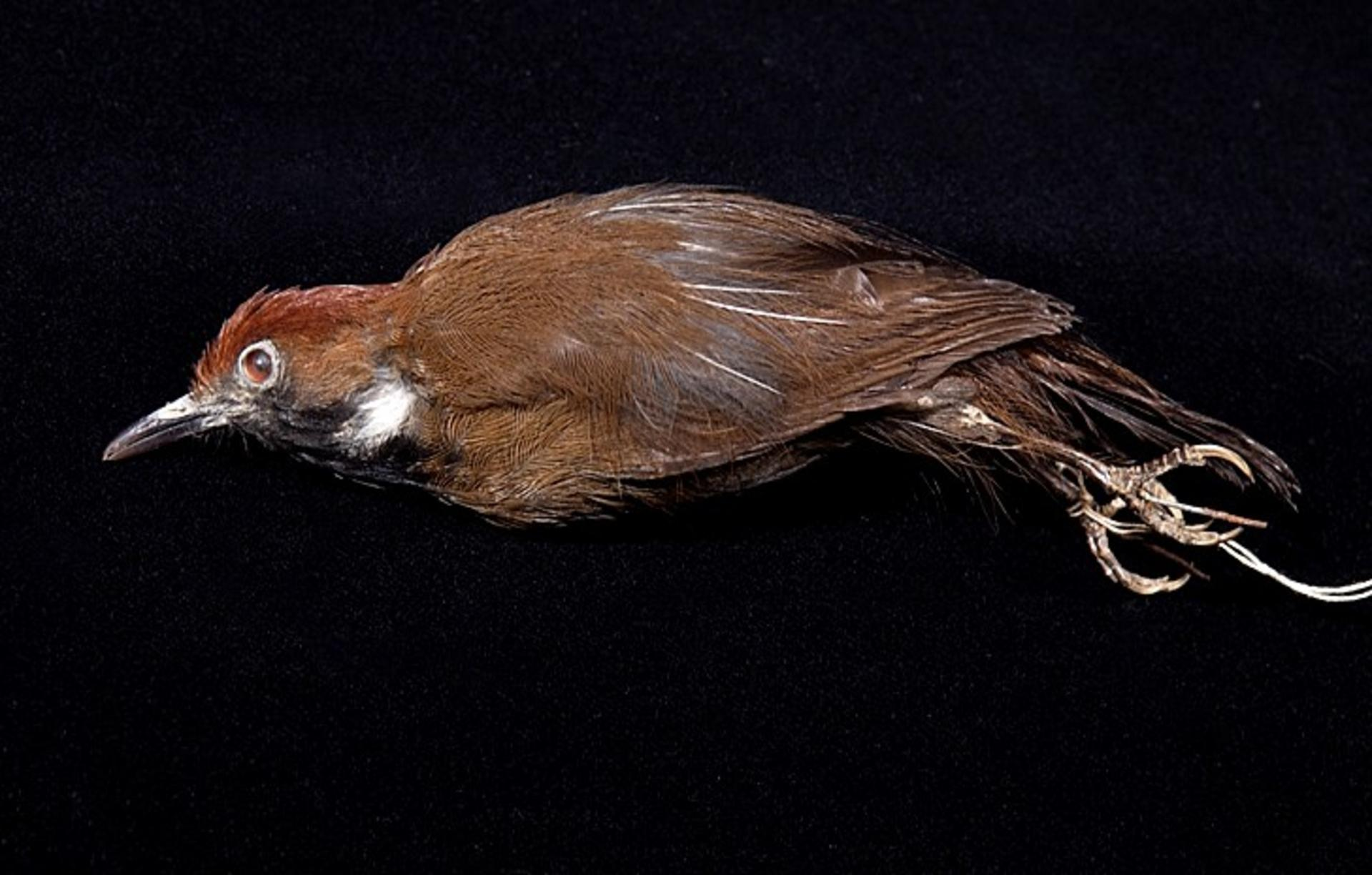
Ejemplar disecado.

El timalí piloso mide entre 16–17 cm de largo. Su plumaje es principalmente de color castaño, con el píleo rojizo y la garganta negra. Presenta el lorum desnudo y azul, y a los lados del cuello tiene sendas manchas blancas que tapa y destapa a voluntad. Se caracteriza por las plumas largas y pilosas que tiene en la parte baja de la espalda y el obispillo.

## Distribución y hábitat
Se encuentra en la península malaya, y las islas de Sumatra, Borneo, Bangka y Belitung. Su hábitat natural son los bosques húmedos tropicales de tierras bajas y los pantanos, vive dentro de la maleza cerca del suelo.